# Beckerich
Beckerich (luxemburguès Biekerech) és una municipi i petita ciutat a l'oest de Luxemburg, al cantó de Redange. Està molt a prop de la frontera belga. Limita amb Ell, Redange, Useldange, Saeul (cantó de Redange), Hobscheid (cantó de Capellen) i Arlon i Attert (província de Luxemburg).
El 2005, la vila de Beckerich, que és la seu del municipi, tenia 635 habitants. Altres nuclis són Ielwen,  Huewel, Näerden, Hitten, Liewel, Uewerpallen i Schweech.
El primer esment escrit data del 1235. El nom significa «església de Betto». Durant l'antic règim depenia del l'abadia de monges cistercenques de Badebuerg (avui conegut amb el nom francitzat de Clairefontaine, un nucli de la ciutat d'Arel, avui a Bèlgica).